# Giovanni Sio
Giovanni-Guy Yann Sio (Saint-Sébastien-sur-Loire, 31 marzo 1989) è un calciatore francese naturalizzato ivoriano, attaccante dell'USSA Vertou.

## Carriera

### Club

#### Gli inizi
Cresciuto nelle giovanili del Nantes, viene prelevato dagli spagnoli della Real Sociedad. Con gli iberici troverà principalmente spazio nella seconda squadra, per poi disputare solo 2 partite di campionato con la formazione principale. Il 6 settembre 2008 fa il suo esordio in Segunda División nel pareggio per 2-2 contro il Real Zaragoza.

#### Wolfsburg, Augusta e Sochaux
Nel gennaio 2012 viene acquistato dai tedeschi del Wolfsburg per poco meno di 6 milioni di euro. Il 21 dello stesso mese fa il suo esordio in Bundesliga nella vittoria per 1-0 contro il Colonia, subentrando al compagno Koo Ja-cheol. Disputa in totale 10 partite di campionato, senza fare gol. Il 10 luglio 2012 viene così mandato in prestito annuale all'Augusta.

#### Basilea, Bastia e Rennes
Il 17 agosto 2013 il Basilea conferma l'ingaggio con un quadriennale, riportandolo in Svizzera dopo gli anni al Sion. Con il club vince 2 campionati svizzeri. Il 29 giugno 2015 il Rennes ufficializza il suo acquisto a titolo definitivo sui suoi canali ufficiali con un contratto triennale. Con il club francese gioca due stagioni con 68 presenze e 16 gol in campionato.

#### Montpellier, Al-Ittihad e Gençlerbirliği
Il 18 luglio 2017 viene acquistato per poco più di 2 milioni di euro dal Montpellier. Con il club occitano disputa 34 partite e realizza 10 gol. Nella stagione successiva viene mandato in prestito all'Al-Ittihad. Il 12 luglio 2019 diventa ufficialmente un giocatore del Gençlerbirliği per circa 2 milioni di euro, con cui firma un contratto valido fino al 30 giugno 2021.

### Nazionale
Dopo aver fatto la trafila nelle nazionali giovanili francesi Under-16, Under-17 e Under-18 sceglie di rappresentare la nazionale della Costa d'Avorio. Viene convocato per i Mondiali del 2014, dove però gioca solo 7 minuti entrando nella gara persa per 2-1 contro la Grecia. Il 17 novembre 2015 realizza i due primi gol nel 3-0 contro la Liberia, in un match valevole per le qualificazioni ai Mondiali del 2018.

## Statistiche

### Cronologia presenze e reti in nazionale
| Cronologia completa delle presenze e delle reti in nazionale ― Costa d'Avorio | Cronologia completa delle presenze e delle reti in nazionale ― Costa d'Avorio | Cronologia completa delle presenze e delle reti in nazionale ― Costa d'Avorio | Cronologia completa delle presenze e delle reti in nazionale ― Costa d'Avorio | Cronologia completa delle presenze e delle reti in nazionale ― Costa d'Avorio | Cronologia completa delle presenze e delle reti in nazionale ― Costa d'Avorio | Cronologia completa delle presenze e delle reti in nazionale ― Costa d'Avorio | Cronologia completa delle presenze e delle reti in nazionale ― Costa d'Avorio |
| Data                                                                          | Città                                                                         | In casa                                                                       | Risultato                                                                     | Ospiti                                                                        | Competizione                                                                  | Reti                                                                          | Note                                                                          |
| ----------------------------------------------------------------------------- | ----------------------------------------------------------------------------- | ----------------------------------------------------------------------------- | ----------------------------------------------------------------------------- | ----------------------------------------------------------------------------- | ----------------------------------------------------------------------------- | ----------------------------------------------------------------------------- | ----------------------------------------------------------------------------- |
| 8-6-2013                                                                      | Bakau                                                                         | Gambia                                                                        | 0 – 3                                                                         | Costa d'Avorio                                                                | Qual. Mondiali 2014                                                           | -                                                                             | 64’                                                                           |
| 16-6-2013                                                                     | Dar-es-Salaam                                                                 | Tanzania                                                                      | 2 – 4                                                                         | Costa d'Avorio                                                                | Qual. Mondiali 2014                                                           | -                                                                             | 66’                                                                           |
| 15-8-2013                                                                     | Città del Messico                                                             | Messico                                                                       | 4 – 1                                                                         | Costa d'Avorio                                                                | Amichevole                                                                    | -                                                                             | 46’                                                                           |
| 12-10-2013                                                                    | Abidjan                                                                       | Costa d'Avorio                                                                | 3 – 1                                                                         | Senegal                                                                       | Qual. Mondiali 2014                                                           | -                                                                             | 55’                                                                           |
| 16-11-2013                                                                    | Casablanca                                                                    | Senegal                                                                       | 1 – 1                                                                         | Costa d'Avorio                                                                | Qual. Mondiali 2014                                                           | -                                                                             | 80’                                                                           |
| 5-3-2014                                                                      | Bruxelles                                                                     | Belgio                                                                        | 2 – 2                                                                         | Costa d'Avorio                                                                | Amichevole                                                                    | -                                                                             | 46’                                                                           |
| 1-6-2014                                                                      | Miami                                                                         | Costa d'Avorio                                                                | 1 – 2                                                                         | Bosnia ed Erzegovina                                                          | Amichevole                                                                    | -                                                                             |                                                                               |
| 24-6-2014                                                                     | Fortaleza                                                                     | Grecia                                                                        | 2 – 1                                                                         | Costa d'Avorio                                                                | Mondiali 2014 - 1º turno                                                      | -                                                                             | 83’                                                                           |
| 26-3-2015                                                                     | Abidjan                                                                       | Costa d'Avorio                                                                | 2 – 0                                                                         | Angola                                                                        | Amichevole                                                                    | -                                                                             | 74’                                                                           |
| 29-3-2015                                                                     | Abidjan                                                                       | Costa d'Avorio                                                                | 1 – 1                                                                         | Guinea Equatoriale                                                            | Amichevole                                                                    | -                                                                             | 85’                                                                           |
| 6-9-2015                                                                      | Port Harcourt                                                                 | Sierra Leone                                                                  | 0 – 0                                                                         | Costa d'Avorio                                                                | Qual. Coppa d'Africa 2017                                                     | -                                                                             | 62’                                                                           |
| 9-10-2015                                                                     | Agadir                                                                        | Marocco                                                                       | 0 – 1                                                                         | Costa d'Avorio                                                                | Amichevole                                                                    | -                                                                             | 46’                                                                           |
| 13-11-2015                                                                    | Monrovia                                                                      | Liberia                                                                       | 0 – 1                                                                         | Costa d'Avorio                                                                | Qual. Mondiali 2018                                                           | -                                                                             | 65’                                                                           |
| 17-11-2015                                                                    | Abidjan                                                                       | Costa d'Avorio                                                                | 3 – 0                                                                         | Liberia                                                                       | Qual. Mondiali 2018                                                           | 2                                                                             |                                                                               |
| 25-3-2016                                                                     | Abidjan                                                                       | Costa d'Avorio                                                                | 1 – 0                                                                         | Sudan                                                                         | Qual. Coppa d'Africa 2017                                                     | -                                                                             | 67’                                                                           |
| 29-3-2016                                                                     | Khartoum                                                                      | Sudan                                                                         | 1 – 1                                                                         | Costa d'Avorio                                                                | Qual. Coppa d'Africa 2017                                                     | -                                                                             | 62’                                                                           |
| 20-5-2016                                                                     | Budapest                                                                      | Ungheria                                                                      | 0 – 0                                                                         | Costa d'Avorio                                                                | Amichevole                                                                    | -                                                                             | 84’                                                                           |
| 8-10-2016                                                                     | Abidjan                                                                       | Costa d'Avorio                                                                | 3 – 1                                                                         | Mali                                                                          | Qual. Mondiali 2018                                                           | -                                                                             | 72’                                                                           |
| 12-11-2016                                                                    | Marrakech                                                                     | Marocco                                                                       | 0 – 0                                                                         | Costa d'Avorio                                                                | Qual. Mondiali 2018                                                           | -                                                                             |                                                                               |
| 15-11-2016                                                                    | Lens                                                                          | Francia                                                                       | 0 – 0                                                                         | Costa d'Avorio                                                                | Amichevole                                                                    | -                                                                             | 68’                                                                           |
| 8-1-2017                                                                      | Abu Dhabi                                                                     | Svezia                                                                        | 1 – 2                                                                         | Costa d'Avorio                                                                | Amichevole                                                                    | 1                                                                             | 46’                                                                           |
| 24-3-2017                                                                     | Krasnodar                                                                     | Russia                                                                        | 0 – 2                                                                         | Costa d'Avorio                                                                | Amichevole                                                                    | -                                                                             |                                                                               |
| 4-6-2017                                                                      | Rotterdam                                                                     | Paesi Bassi                                                                   | 5 – 0                                                                         | Costa d'Avorio                                                                | Amichevole                                                                    | -                                                                             | 46’                                                                           |
| 24-6-2017                                                                     | Krasnodar                                                                     | Russia                                                                        | 0 – 2                                                                         | Costa d'Avorio                                                                | Amichevole                                                                    | -                                                                             |                                                                               |
| 10-6-2017                                                                     | Abidjan                                                                       | Costa d'Avorio                                                                | 2 – 3                                                                         | Guinea                                                                        | Qual. Coppa d'Africa 2019                                                     | -                                                                             | 77’                                                                           |
| 24-3-2018                                                                     | Beauvais                                                                      | Togo                                                                          | 2 – 2                                                                         | Costa d'Avorio                                                                | Amichevole                                                                    | -                                                                             | 86’                                                                           |
| Totale                                                                        |                                                                               | Presenze                                                                      | 26                                                                            |                                                                               | Reti                                                                          | 3                                                                             |                                                                               |

## Palmarès

### Club

#### Competizioni nazionali
- Coppa Svizzera: 1

Sion: 2010-2011
- Campionato svizzero: 1

Basilea: 2013-2014